# Wergina
Wergina (gr. Βεργίνα, mac., bułg. Кутлеш) – wieś i stanowisko archeologiczne w północno-wschodniej Grecji, na północ od Olimpu, w pobliżu miasta Weria.
W 1996 roku stanowisko archeologiczne zostało wpisane na listę światowego dziedzictwa UNESCO.
Leży w administracji zdecentralizowanej Macedonia-Tracja, w regionie Macedonia Środkowa, w jednostce regionalnej Imatia. Jest historyczną siedzibą gminy Weria. W 2011 roku miejscowość liczyła 1242 mieszkańców.
Zachowały się tu ruiny starożytnego Ajgaj – najstarszej stolicy starożytnej Macedonii. Po przeniesieniu stolicy do Pelli, Ajgaj służyło jako nekropolia – grzebano tu królów Macedonii (spoczęło tu m.in. ciało Filipa II, który został zamordowany właśnie w Ajgaj). Do naszych czasów zachował się tu m.in. kompleks grobowców komorowych, nazwanych Grobowcami Królewskimi, Pałac Królewski oraz tzw. Grobowiec Macedoński, w istocie złożony z pięciu mniejszych grobowców. Na otaczającej stanowisko równinie odkryto też kurhany z epoki żelaza (X–VII wiek p.n.e.) oraz ruiny amfiteatru, w którym zginął Filip II. Wykopaliska z terenu Werginy zaliczają się do najbogatszych od czasu odkrycia Myken. Wciąż trwają prace wykopaliskowe, od połowy 2018 roku tereny archeologiczne pałacu są sporadycznie udostępniane do zwiedzania, z pełnym otwarciem przewidzianym na rok 2022. Po katastrofach geologicznych i pomimo wcześniejszych wielkich konstrukcji zabezpieczających, od I wieku n.e. miasto przestało być zamieszkiwane.

## Grobowce Królewskie
Kompleks obejmuje cztery grobowce, umiejscowione pod tzw. Wielkim Kurhanem o wysokości 13 m i średnicy 110 m: 
- Grobowiec I, zwany też Grobowcem Persefony – całkowicie obrabowany w starożytności. Zachowały się w nim jednak liczne i o wysokich walorach artystycznych malowidła ścienne, zapewne cykl scen związanych z porwaniem Persefony przez Hadesa. Jest to jedyny, w całości zachowany cykl malowideł ze starożytnej Grecji.

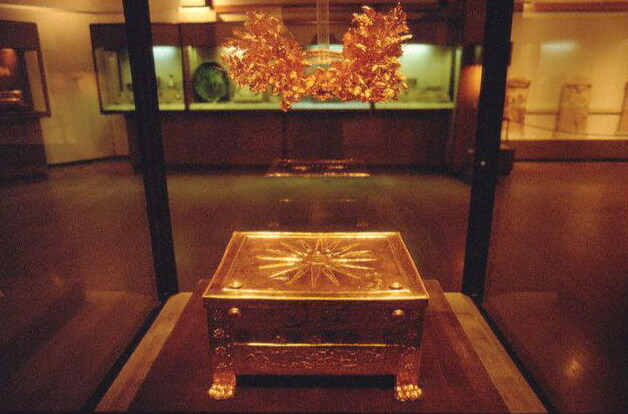
Złoty larnaks Filipa II, nad nim – złoty wieniec dębowy

Słońce z Werginy – znak na grobowcu Filipa II, dziś godło greckiej części regionu Macedonia

- Grobowiec II – największy z grobowców (rozmiary przybliżone: 9,5m x 5m x 4,5m), miejsce pochówku Filipa II. Był starannie zamaskowany, toteż nie obrabowano go. Do najcenniejszych zabytków znalezionych przez archeologów wewnątrz tego grobowca należały:
  - marmurowy sarkofag z larnaksem ze złota, kryjącym szczątki zmarłego,
  - złoty wieniec z żołędzi i liści dębowych (wykonany z ok. 70 dag 24-karatowego złota, spoczywający pierwotnie na urnie króla),
  - złoty goryt scytyjski (najprawdopodobniej trofeum wojenne),
  - pektorał ze złota,
  - żelazna zbroja ze złotymi taśmami na brzegach, o wyglądzie zbliżonym do zbroi, w jakiej w wielu miejscach świata hellenistycznego, przedstawiany jest na mozaikach także syn Filipa, Aleksander
  - żelazny hełm z czubem, zdobnymi zapięciami pod brodą i głową Ateny na środku czoła,
  - statuetki z kości słoniowej przedstawiające m.in. Aleksandra Wielkiego i samego Filipa II,
  - mniejszy, złoty larnaks, niegdyś złożony w przedsionku komory grobowej Filipa II, kryjący szczątki kobiety w wieku 30-34 lat[4] także zdobione złotą koroną. Na sarkofagu, jak i na urnie, widniał znak gwiazdy, nazwany Słońcem z Werginy – symbol królewskiego rodu, dziś godło greckiej Macedonii. Prócz niego wielokrotnie powtórzony motyw kwietnej rozety, zbliżony do odkrywanego w badanym właśnie największym ze znanych macedońskich grobów, w Amfipolis, także uważany za symbol  Argeadów. Sam grobowiec zdobiony jest fryzem przedstawiającym Filipa, Aleksandra i ich świtę podczas polowania na lwa, dzika i jelenia.
- Grobowiec III – ostrożnie łączony z postacią Aleksandra IV, syna Aleksandra Wielkiego, zamordowanego w dzieciństwie - nazywany z tego powodu również Grobowcem Księcia. Wśród znalezionych tu artefaktów na szczególną uwagę zasługuje płaskorzeźba z kości słoniowej z wizerunkiem Dionizosa z Panem i Ariadną.
- Grobowiec IV – obrabowany w starożytności.

## Pałac Królewski
Położone około 1 km od Werginy, w rejonie wsi Palatitsa (nazwę tę można przetłumaczyć z greckiego, jako "Pałacówka"), ruiny pałacu pochodzą najprawdopodobniej z III wieku p.n.e. Była to letnia rezydencja macedońskiego króla Antygona II Gonatasa. W czasach swojej świetności pałac był dwupoziomowym budynkiem o powierzchni 9250 m², wymiary głównych zabudowań to 104,5m x 88,5m. Do naszych czasów zachowały się głównie fundamenty oraz fragmenty kolumn i kapiteli w miejscu dawnych propylei oraz podłogi z mozaikami.